# Cam Reddish
Cameron Elijah "Cam" Reddish (Norristown, Pensilvania, 1 de septiembre de 1999) es un baloncestista estadounidense que actualmente se encuentra sin equipo. Con 2,01 metros de estatura, ocupa la posición de alero.

## Trayectoria deportiva

### High school
Reddish asistió a The Haverford School en Haverford, Pensilvania como freshmanantes de ser transferido al Westtown School en West Chester, donde coincidió con el actual jugador de la NBA Mohamed Bamba. En su temporada júnior promedió 16,2 puntos por partido, llevando a su equipo a ganar la Friend's School League. Durante el verano de 2017, Reddish promedió 23,8 puntos, 7,6 rebotes y 3,1 asistencias para su equipo de la Amateur Athletic Union. Posteriormente jugó con la selección sub-19 de Estados Unidos el Mundial de El Cairo, logrando la medalla de bronce, en un torneo en el que promedió 10,7 puntos, 4,3 rebotes y 3,1 asistencias.
En su temporada sénior promedió 22,6 puntos y 5,6 rebotes por partido. Tras la misma, fue seleccionado para disputrar los prestigiosos McDonald's All-American Game, Jordan Brand Classic y Nike Hoop Summit.

### Universidad

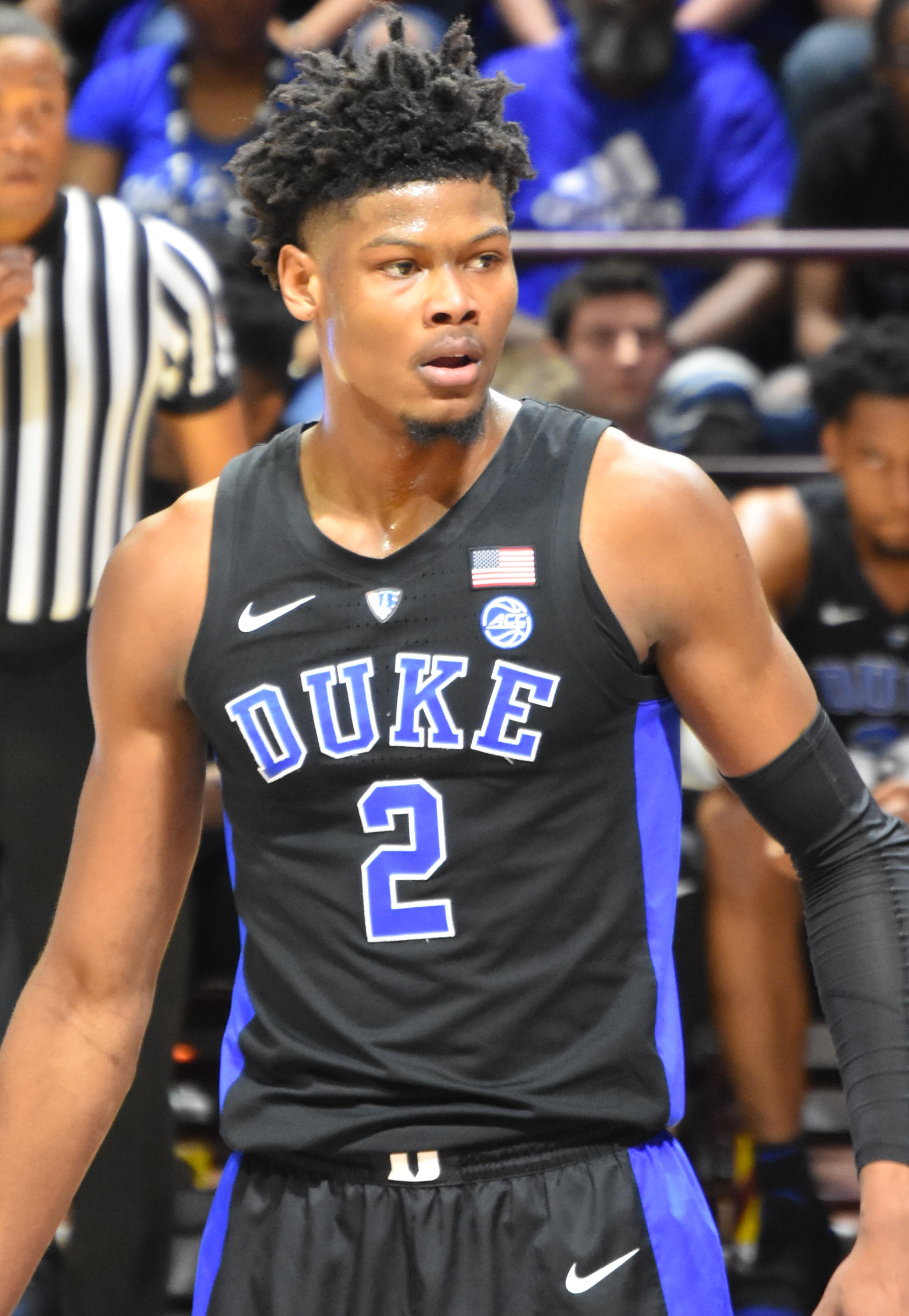
Cam Reddish con Duke en 2019.

Eligió unirse a los Blue Devils de la Universidad de Duke, uniéndose a dos de los top-3 jugadores reclutados esa temporada, R. J. Barrett y Zion Williamson. Completó la temporada promediando 13,5 puntos, 3,7 rebotes, 1,9 asistencias y 1,6 robos de balón por partido, justo por detrás en las estadísticas con los Blue Devils de los dos jugadores mencionados.
El 11 de abril de 2019 anunció que se presentaría al Draft de la NBA, renunciando así a los tres años de carrera que le quedaban.

#### Estadísticas
| Año     | Equipo | PJ | PT | MPP  | %TC  | %3P  | %TL  | RPP | APP | ROB | TPP | PPP  |
| ------- | ------ | -- | -- | ---- | ---- | ---- | ---- | --- | --- | --- | --- | ---- |
| 2018–19 | Duke   | 36 | 35 | 29.7 | .356 | .333 | .772 | 3.7 | 1.9 | 1.6 | .6  | 13.5 |

### Profesional
Fue elegido en la décima posición del Draft de la NBA de 2019 por los Atlanta Hawks.
Durante su segunda temporada, el 8 de febrero de 2021, sufría una lesión en el tendón de Aquiles, que le haría perderse varias semanas de competición.
En su tercer año en Atlanta, el 13 de enero de 2022, es traspasado junto a Solomon Hill a New York Knicks a cambio de Kevin Knox. Debutó con los Knicks el 23 de enero. Pero el 10 de marzo se anuncia que se perdería el resto de la temporada por una lesión en el hombro.
El 8 de febrero de 2023 es traspasado, junto a Ryan Arcidiacono y Svi Mykhailiuk a Portland Trail Blazers, a cambio de Josh Hart.
Tras convertirse en agente libre, el 20 de junio de 2023 fichó por dos temporadas con Los Angeles Lakers.
El 5 de febrero de 2025 fue traspasado, junto con Dalton Knecht, un intercambio de selecciones de primera ronda del draft en 2030 y su selección de primera ronda de 2031 a Charlotte Hornets, a cambio de Mark Williams. Sin embargo, el 8 de febrero los Lakers cancelaron el traspaso debido a que Williams no superó el reconocimiento médico. El 27 de marzo los Lakers anunciaron su despido, habiendo disputado 33 encuentros esa temporada.

## Estadísticas de su carrera en la NBA

### Temporada regular
| Año     | Equipo      | PJ  | PT  | MPP  | %TC  | %3P  | %TL  | RPP | APP | ROB | TPP | PPP  |
| ------- | ----------- | --- | --- | ---- | ---- | ---- | ---- | --- | --- | --- | --- | ---- |
| 2019-20 | Atlanta     | 58  | 34  | 26.7 | .384 | .332 | .802 | 3.7 | 1.5 | 1.1 | .5  | 10.5 |
| 2020-21 | Atlanta     | 26  | 21  | 28.8 | .365 | .262 | .817 | 4.0 | 1.3 | 1.3 | .3  | 11.2 |
| 2021-22 | Atlanta     | 34  | 7   | 23.4 | .402 | .379 | .900 | 2.5 | 1.1 | 1.0 | .3  | 11.9 |
| 2021-22 | New York    | 15  | 0   | 14.3 | .415 | .258 | .906 | 1.4 | .7  | .8  | .3  | 6.1  |
| 2022-23 | New York    | 20  | 8   | 21.9 | .449 | .304 | .879 | 1.6 | 1.0 | .8  | .4  | 8.4  |
| 2022-23 | Portland    | 20  | 12  | 27.6 | .443 | .318 | .833 | 2.9 | 1.9 | 1.2 | .3  | 11.0 |
| 2023-24 | L.A. Lakers | 48  | 26  | 20.5 | .389 | .336 | .759 | 2.1 | 1.0 | 1.0 | .3  | 5.4  |
| 2024-25 | L.A. Lakers | 33  | 8   | 17.8 | .404 | .277 | .615 | 2.0 | .7  | 1.0 | .3  | 3.2  |
| Total   | Total       | 254 | 116 | 23.1 | .398 | .322 | .821 | 2.7 | 1.2 | 1.0 | .4  | 8.5  |

### Playoffs
| Año   | Equipo  | PJ | PT | MPP  | %TC  | %3P  | %TL  | RPP | APP | ROB | TPP | PPP  |
| ----- | ------- | -- | -- | ---- | ---- | ---- | ---- | --- | --- | --- | --- | ---- |
| 2021  | Atlanta | 4  | 0  | 23.0 | .528 | .643 | .800 | 3.5 | 1.8 | 1.5 | .5  | 12.8 |
| Total | Total   | 4  | 0  | 23.0 | .528 | .643 | .800 | 3.5 | 1.8 | 1.5 | .5  | 12.8 |